# Mikołaj Korwin
Mikołaj Korwin – polski oficer, powstaniec listopadowy.

## Życiorys
W 1830 był oficerem Wojsk Polskich w szeregach 6 Pułku Piechoty Liniowej. Po wybuchu powstania listopadowego w 1831 służył w 5 Pułku Strzelców Pieszych. Potem był kapitanem w Legii Nadwiślańskiej Pieszej. 
Został odznaczony Krzyżem Złotym Orderu Wojennego Virtuti Militari. 
Po wojnie osiadł w Jureczkowej. W 1836 ożenił się z tamtejszą dziedziczką, Amelią Kozłowską (zm. 1850), córką Anastazego Kozłowskiego. Bracia Amelii (Brunon i Tyrsys) także walczyli w powstaniu listopadowym.